# Chuck Daigh
Charles George Daigh, detto Chuck, noto anche con lo pseudonimo di Charles George (Long Beach, 29 novembre 1923 – Newport Beach, 29 aprile 2008), è stato un pilota automobilistico statunitense di Formula 1.

## Risultati in Formula 1
| 1959 | Scuderia       | Vettura             |  |    |  |  |  |  |  |  |  |  |  | Punti | Pos. |
| ---- | -------------- | ------------------- |  | -- |  |  |  |  |  |  |  |  |  | ----- | ---- |
| 1959 | J.C. Agajanian | Kuzma Indy Roadster |  | NQ |  |  |  |  |  |  |  |  |  | 0     |      |

| 1960 | Scuderia                                     | Vettura              |  |    |  |    |     |    |     |  |  |    |  | Punti | Pos. |
| ---- | -------------------------------------------- | -------------------- |  | -- |  | -- | --- | -- | --- |  |  | -- |  | ----- | ---- |
| 1960 | Reventlow Automobiles Inc Cooper Car Company | Scarab F1 Cooper T51 |  | NQ |  | NP | Rit | NP | Rit |  |  | 10 |  | 0     |      |

| Legenda | 1º posto     | 2º posto | 3º posto    | A punti         | Senza punti/Non class.  | Grassetto – Pole position Corsivo – Giro più veloce |
| Legenda | Squalificato | Ritirato | Non partito | Non qualificato | Solo prove/Terzo pilota | Grassetto – Pole position Corsivo – Giro più veloce |